# Carl Theil

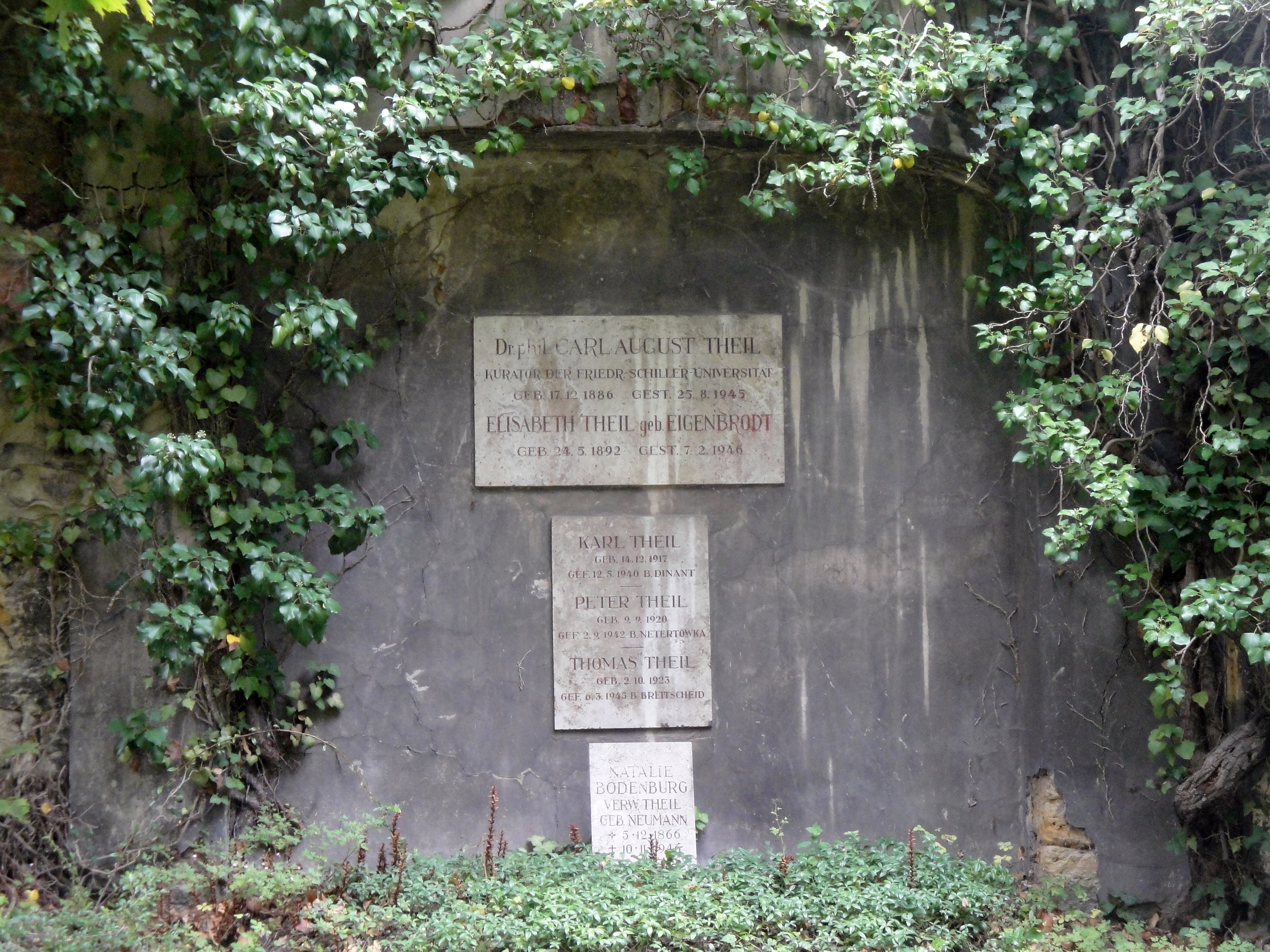
Grab von Carl Theil auf dem Johannisfriedhof in Jena

Carl August Theil (* 17. Dezember 1886 in Danzig; † 25. August 1945 in Jena) war ein deutscher Reformpädagoge und Universitätskurator.

## Leben und Werk
Der Sohn des königlich-preußischen Musikdirektors Karl Hugo Theil begann ein Studium der Allgemeinen Wissenschaften an der Technischen Hochschule Danzig und studierte dann bis 1912 Philosophie und Philologie an den Universitäten Berlin, München und Jena. Im Anschluss heiratete er Elisabeth, die Adoptivtochter eines Universitätslektors, und ging mit ihr zusammen an die Odenwaldschule. Theil kam so mit der Reformpädagogik Paul Geheebs und der Bewegung der Landerziehungsheime in Berührung. Noch 1913 wurde er in Jena in Alter Geschichte promoviert. Nach seinem Wehrdienst im Ersten Weltkrieg und der Staatsexamensprüfung arbeitete er 1919 an der Volkshochschule Jena. 1920 baute er die reformpädagogisch orientierte „Neue Schule Hellerau“ auf dem Gelände des Festspielhauses Hellerau auf. 1923 wurde er als Studienrat und Direktor an das Weimarer Wilhelm-Ernst-Gymnasium berufen, von dem er aufgrund einer Kampagne der Eltern- und Lehrerschaft bereits 1924 zum Jenaer Gymnasium strafversetzt wurde. Hier betätigte sich Theil im Freundeskreis der Universitätsschule und verbreitete die Lehren des Gründers Peter Petersen. Als aktiver Sozialist erhielt er 1933 Berufsverbot. Erst 1941 konnte er an der Privatschule Schloss Salem wieder unterrichten. Im Jahr 1943 vertrat Theil in einer sechsmonatigen Interimszeit den erkrankten Schulleiter Heinrich Blendinger. Unter dessen Nachfolger im Amt, einem Angehörigen der SS, wurden Theil und alle alten Lehrer im Dezember 1944 entlassen. Nach dem Ende des Zweiten Weltkrieges setzte er sich erfolgreich bei der Sowjetischen Besatzungsmacht und dem Thüringischen Volksbildungsministerium dafür ein, das während der NS-Zeit stillgelegte Universitäts-Kuratoramt wieder einzurichten. Er starb jedoch wenige Wochen nach Amtsantritt.

## Schriften (Auswahl)
- als Herausgeber: Richtlinien für den lebenskundlichen Unterricht mit Literaturverzeichnis, aufgestellt von einer Arbeitsgemeinschaft Thüringer Lehrer, Langensalza: Beltz 1930.
- Zwiesprache. Verse zum Gedenken eines Toten, Leipzig: Insel-Verlag 1942.

## Sekundärliteratur
- Christian Faludi: Theil, Carl, in: Matias Mieth, Rüdiger Stutz (Hrsg.): Jena. Lexikon zur Stadtgeschichte. Tümmel-Verlag, Berching 2018, ISBN 978-3-9819706-0-9, S. 644.
- Jürgen John: Carl Theil (1886–1945). Reformpädagoge – Sozialist – Universitätskurator, in:, Stefan Gerber u. a. (Hg.): Zwischen Stadt, Staat und Nation. Bürgertum in Deutschland. Teil 2, Göttingen 2014, S. 771–801.

| Personendaten    | Personendaten                                    |
| ---------------- | ------------------------------------------------ |
| NAME             | Theil, Carl                                      |
| ALTERNATIVNAMEN  | Theil, Carl August                               |
| KURZBESCHREIBUNG | deutscher Reformpädagoge und Universitätskurator |
| GEBURTSDATUM     | 17. Dezember 1886                                |
| GEBURTSORT       | Danzig                                           |
| STERBEDATUM      | 25. August 1945                                  |
| STERBEORT        | Jena                                             |